# Baranyai Aurél
Baranyai Aurél, 1913-ig Wotroba (Eszék, 1903. január 8. – Pécs, 1983. március 23.) gyógyszerész, gyógynövénykutató, tudomány- és helytörténész.

## Életútja
Baranyai Aurél 1903. január 8-án született Eszéken, vallása római katolikus. Apai nagyapja neves katonazenészként került Csehországból Pécsre. Édesapja Votroba (Wotruba) József gyógyszerész volt (később felvette a Baranyai vezetéknevet), aki a baranyai Ormánságba, Magyarmecskére került gyógyszerésznek. 1925-ben költöztek Pécsre.
Baranyai Aurél tanulmányait Pécsett a Szepesy utcai népiskolában, majd A Ciszterci Rend Nagy Lajos Gimnáziumban kezdte, érettségijét 1921-ben a dombóvári gimnáziumban szerezte meg. Gyógyszerészi oklevelet 1925-ben Budapesten, a Pázmány Péter Tudományegyetemen szerzett. Egyetemi évei alatt színházi statisztaként keresett zsebpénzt, fellépett amatőr színjátszóként, kitűnően szavalt, irodalmárkodott, nagyszerű karikatúrákat rajzolt.
Magyargencsen és Győrben volt gyakornok, gyógyszerész pályáját 1925-ben Kunmadarason kezdte, majd 1926-tól 1944-ig Pécsett a Fridrich Sándor féle Petőfi patikában (ahol Kerese István is dolgozott) folytatta. 1944-1945-ben 4 hónapig Veszprémben volt gyógyszertár tulajdonos.
1946-tól 1950-ig a Geiger-féle Mecseki Itóka pécsi likőrüzemének gyártásvezető italvegyésze a Mecseki Itóka és Dékány Brandy Gyárban. 1950-től a pécsi Arany Sas patika alkalmazottja, államosítása után vezetője. Később néhány évig a Keresztény gyógyszertár vezetője, majd 1958-tól nyugdíjba vonulásáig (1977-ig) a Széchenyi téri nagy gyógyszertárban beosztott gyógyszerész.
Fő kutatási területei a gyógynövények felhasználása Baranya megye és környéke népi gyógyászatában, gyógynövényminták gyűjtése a Mecsekről fitokémikusoknak, gyógynövények (pl. homoktövis, római kamilla, spanyol pozdor, kis télizöld meténg) termesztésbe vonása, a híresebb Baranya megyei és pécsi patikák történetének feldolgozása.
Etnobotanikai, népi orvoslási ismereteket jegyzett le, különösen az Ormánság területéről. Magyarországon elsőként kezdeményezte a római kamilla és a homoktövis kultúrába vonását.
Több mint 50 szakcikk illetve ismeretterjesztő cikk írója, számos kisebb írás szerzője.
Természetjáróként évtizedeken át kutatta a Mecsek gyógynövényflóráját, és gyógyszerészet-történettel foglalkozott. Írásait a Dunántúli Napló, a Jelenkor, az Új Tükör és a Gyógyszerészet című lap is közölte.
Kiváló amatőr színjátszó, versíró, portrérajzoló volt. Sportszervezőként a Pécsi Atlétikai Club (PAC) főtitkára volt, atletizált és teniszezett is.
1983. március 23-án hunyt el Pécsett. Haláláról beszámolt a Magyar Nemzet.

## Kitüntetései
- Érdemes gyógyszerész (1965)[4]
- Augustin-emlékérem (1977)[4]

## Emlékezete
Baranyai Aurél volt a gyógyszerészi hivatás mintaképe. Kitűnően értett a nép nyelvén, ezért is tudott meg tőlük annyi izgalmas és értékes népi tapasztalatot. Kirándulásai alkalmával gombát és gyógynövényt, sőt mohát is gyűjtött, ezeket kiállította a gyógyszertárban, hogy mindenki okulhasson, művelődhessen. Megszállott volt, a szó legnemesebb értelmében. Minden tettét mélységes humanizmus hatotta át. Szerénysége, bölcs humora jó kedéllyel párosult.

| „                | Hivatássziget a patika, félig gyóntatószék. Akkor vagyok jó patikus, ha a kérelmezőben saját anyámat látom, gyermekemet, vagy unokámat. | ” |
| – Baranyai Aurél | |   |

Baranyai Aurél nevét a Szuadó-tető (Mecsek) alatti Négybarát-forrás (1964, Csokonay Sándor),
a Vörös-hegyen (Nyugat-Mecsek) a Cinke tanya emlékkő (2004, Mecsek Egyesület), és a Széchenyi téren emléktábla őrzi.
A Dél-Dunántúl neves gyógyszerészei című, 2014-ben megjelent enciklopédikus kötetben bemutatják életét és munkásságát.
Az Egymásért vagyunk című, 2020-ban megjelent tudománytörténeti összeállításban munkásságára történő visszatekintés jelenik meg.